# 命婦の御許
命婦の御許（みょうぶのおとど、みょうぶのおもと）は、平安時代の天皇一条天皇の飼い猫。日本においてネコを愛玩動物として飼育していた例のうち、名前を持つ特定の個体として記録が残る最古の例である。「命婦」は従五位下以上の位階を有する女性であり、「御許」は高貴な女性の敬称である。

## 概要

### 平安時代の宮中における猫
日本における愛玩動物としてのネコは、仏教の経典をネズミから守るために大陸から連れてこられた「唐猫」がはじまりとされる。宮中で猫が飼われていた記録は、光孝天皇の時代が最初とされる。宇多天皇の日記『寛平御記』寛平元年（889年）2月6日条には、黒々とした毛並みの麗しい猫が、太宰大弐源精によって光孝天皇に献上され、数日後に宇多へ下賜されたという記述がある。このネコは牛乳の粥を好んで飲み、ネズミをよく捕まえる点でほかに勝っているとされる。また『夫木和歌抄』には花山天皇が太皇太后昌子内親王のために唐猫を探し出して献上し、その際に和歌を詠んだという話などが残っている。

### 産養
藤原実資の日記『小右記』の長保元年（999年）9月19日条の記述によると、この日に内裏では「産養」と呼ばれる儀式が執り行われた。これは本来人間の赤子が生まれてから3・5・7・9日を経過したことを祝うものであったが、この日に行われたのは内裏で生まれたばかりのネコのためであった。この儀式には一条天皇の母・東三条院藤原詮子や左大臣藤原道長、右大臣藤原顕光といった貴人も参列している。実資はネコのためにこのような儀式が行われるのは奇怪なことであり、先例もなく、世の人が笑っているとしている。さらに「馬の命婦」と呼ばれる官女がこのネコの乳母に任命されている。
当時宮中では中宮藤原定子が出産を控えており、一方で道長の娘彰子が女御として入内する直前であり、また顕光の娘で女御の元子が後宮に帰参したばかりという微妙な情勢であった。このため一条天皇の意図としては、中宮定子の皇子出産を祈願しての儀式であったとみる研究者もいる。

### 上にさぶらふ御猫は
定子に仕えていた清少納言の『枕草子』第七段「上にさぶらふ御猫は」には、「馬の命婦」を乳母とする「命婦の御許」というネコが登場する。これは「産養」で誕生を祝われたものと同一のネコであると見られている。
この話では、「命婦の御許」が「かうぶり給いて」と言及されているが、これは叙爵（無位あるいは正六位未満の者が従五位下以上に叙せられること）を指す言葉である。「いみじうをかし（とても可愛らしい）」ため、天皇に可愛がられているとされている。『枕草子』は続けて以下のような事件が起きたとしている。
ある日、「命婦の御許」は縁側の簀の子の上で寝ていた。「馬の命婦」は屋内に入るように言うが、「命婦の御許」は日当たりのいい場所にうつって入ろうとはしなかった。「馬の命婦」は業を煮やし、翁丸という犬に噛みつけと命令した。「命婦の御許」は慌てて逃げ出し、朝餉の間にいた天皇の懐に飛び込んでしまった。天皇は激怒し、蔵人の源忠隆と「なりなか」に、翁丸を打ちすえた上で「犬島へつかはせ」と言い、乳母も交代させようと言い出した。このため「馬の命婦」は恐れて御前に出ることもできず、翁丸も滝口武者によって追放されてしまった。翁丸はその後内裏に戻り、蔵人たちにひどく打擲されて追い払われた。翌日、翁丸は清少納言によって発見され、定子のもとで保護された。その後天皇は翁丸を許したという。
犬島とは淀川の中洲にある小島であり、当時宮廷内で捕獲された野犬は、この島に送られていた。この出来事は長保2年（1000年）3月の出来事と推定されている。